# یواس‌ان‌اس یوکان (تی-ای‌او-۱۵۲)
یواس‌ان‌اس یوکان (تی-ای‌او-۱۵۲) (به انگلیسی: USNS Yukon (T-AO-152)) یک کشتی آمریکایی به طول ۶۱۴ فوت ۶ اینچ (۱۸۷٫۳۰ متر) بود. این کشتی در سال ۱۹۵۶ ساخته شد.
این کشتی در تاریخ ۲۰ سپتامبر ۱۹۸۵ از رده خارج و در اختیار ناوگان ذخیره دفاع ملی ایالات متحده آمریکا قرار گرفت.